# Paris Francesco Alghisi
Paris (Paride) Francesco Alghisi o Algisi (Brescia, 19 giugno 1666 – Brescia, 29 o 30 marzo 1733) è stato un compositore e organista italiano.

## Biografia
Alghisi studiò musica sotto la guida Orazio Pollarolo, organista della Cattedrale di Brescia nonché padre del celebre compositore Carlo Francesco Pollarolo. Successivamente, probabilmente tra il 1681 e il 1683, trascorse un breve periodo al servizio del re di Polonia, quando il proprio insegnante era ivi attivo come maestro di cappella. Una volta tornato nella città natale, Alghisi entrò nell'ordine di San Filippo Neri senza, tuttavia, cessare di dedicarsi alla composizione di musica secolare. A partire dal 1690 fu direttore della cappella di Santa Maria della Pace, chiesa dell'ordine. Nello stesso anno presentò istanza per affiancare anche la posizione di organista, però senza successo. Sempre in questo periodo egli fu maestro di cappella del Collegio dei Nobili di Brescia, nonché membro dell'Accademia Filarmonica di Bologna. Il 10 febbraio 1701 fu eletto organista della cattedrale bresciana, carica che conservo sino alla morte.

## Considerazioni sull'artista
La produzione operistica di Alghisi è ristretta a soli due lavori di tre atti ciascuno, ambedue basati su libretti di G. C. Corradi e rappresentati al Teatro Santi Giovanni e Paolo di Venezia nel 1690. L'amor di Curzio per la patria fu scritto per il Carnevale, mentre Il trionfo della continenza per la stazione autunnale. Nonostante nessuna delle due opere sia giunta intera sino ad oggi, le arie esistenti, nelle quali primeggia la forma dell'aria da capo, mostrano chiaramente la vena melodica del compositore. Egli infatti in vita fu lodato sia come compositore che come insegnante.
Alghisi dal 1697 al 1705 compose una serie di oratori annuali per la Chiesa di San Domenico. I suoi lavori sacri vennero eseguiti a Brescia anche alcuni decenni dopo la sua morte. A causa di ciò in passato venne riportata la falsa notizia che un altro compositore omonimo fosse vissuto nella stessa città tra il 1733 e il 1767.
Non sopravvive alcuna copia della raccolta di cantate che Alghisi dedicò a Ferdinando III, Gran Duca di Toscana, e pubblicate a Bologna non più tardi del 1694.

## Composizioni

### Opere
- L'amor di Curzio per la patria (libretto di G. C. Corradi, 1690, Venezia)
- Il trionfo della continenza (libretto di G. C. Corradi, 1690, Venezia)

### Oratori
Tutti rappresentati per la prima volta a Brescia.
- La giornata del Diporto (1692)
- Le piaghe sante da una ferita (1693)
- La mensa bersagliatrice dell'eresia (1695)
- Il trionfo della fede (1697)
- Megera delusa (1698)
- La gara del merito (1699)
- Il transito del glorioso S. Antonio di Padoa (1700)
- Il disinganno dell'intelletto (1701)
- Il serafino nell'amare e cherubino nell'intendere (1703)
- Il trionfo della sapienza (1704)
- Lite in cielo tra la sapienza e la santità (1705)

### Altri lavori
- Sonata da camera per 2 violini, violoncello/clavicembalo, op.1 (1693, Modena)
- Cantate (1694, Bologna)
- Suaves accentus (mottetto per soprano, archi e organo)
- Divote canzonette
- Credo a quatro, per archi, organo e tastiera
- Diverse composizioni sacre